# Lantaarnopsteker

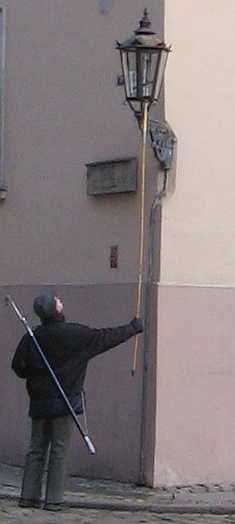
Een lantaarnopsteker in Wrocław, Polen

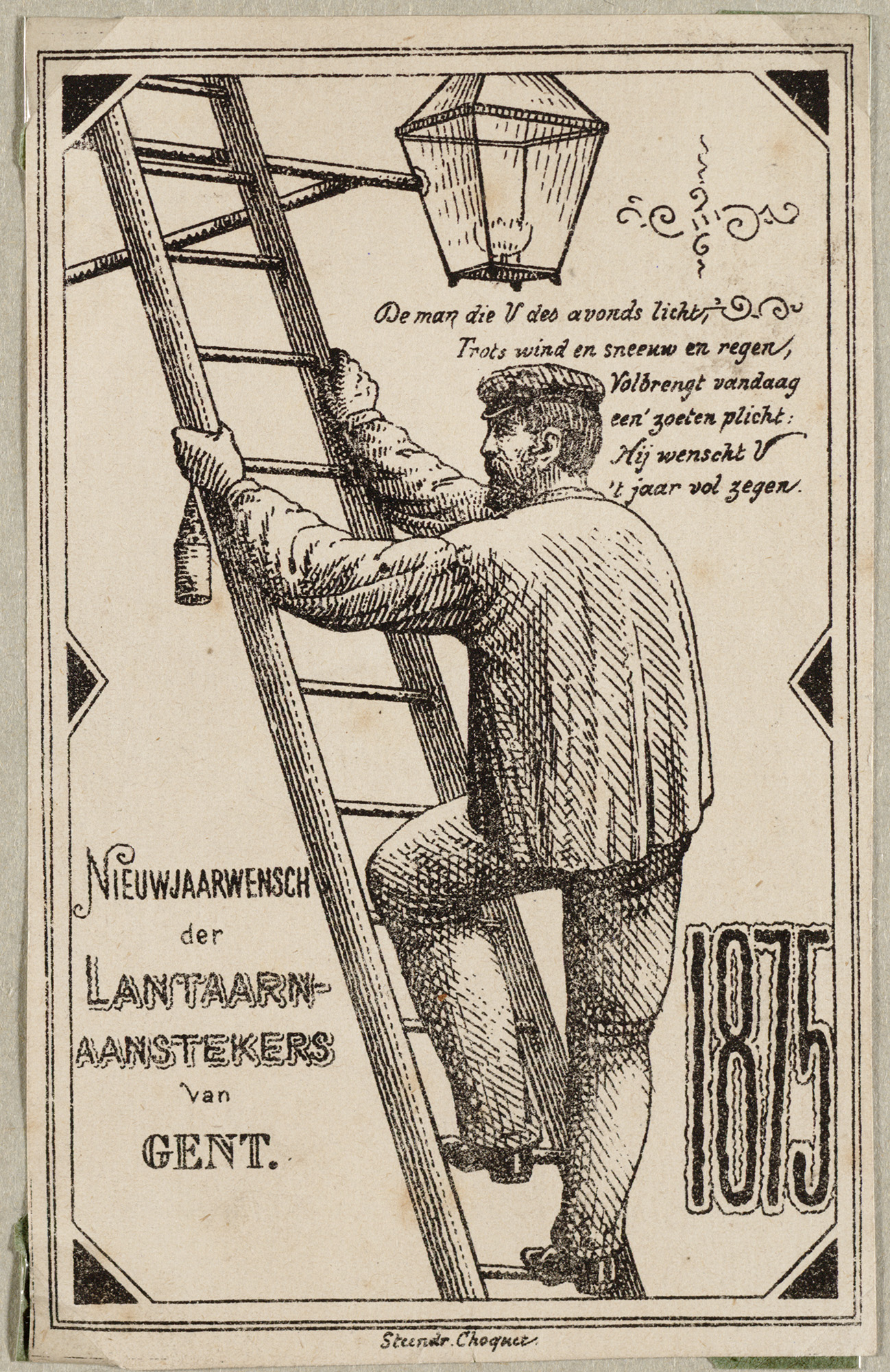
Lantaarnaansteker op een ladder bij een gaslamp in de straten van Gent, afgebeeld op de nieuwjaarswens van de Gentse lantaarnaanstekers uit 1875.

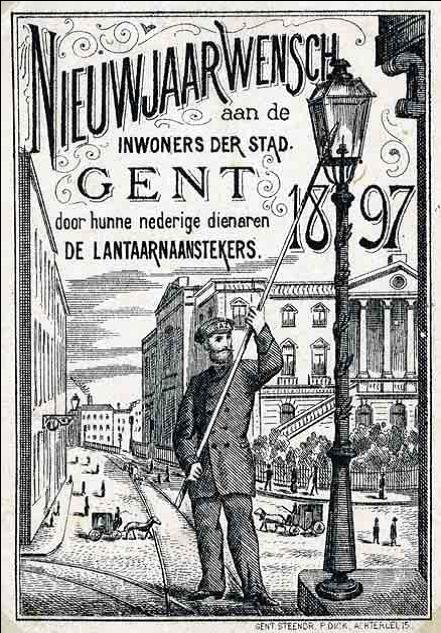
lantaarnaansteker in Gent, 1897

Een lantaarnopsteker of lantaarnaansteker is een persoon die de vroeger nog op gas of olie werkende straatlantaarns aanstak, eerst met behulp van een ladder, later (in Gent vanaf omstreeks 1880) met behulp van een lange stok. 
In sommige gemeenten was straatverlichting aanwezig in de vorm van een gespannen koord tussen tegenover elkaar staande gevels. Aan één gevel was een katrol bevestigd. Hiermee kon de lantaarnopsteker de straatverlichting op straat laten zakken om die aan te steken.
De lantaarnopsteker had in veel dorpen ook de rol van bewaker, omdat hij 's avonds door de dorpen of steden heen liep.
Doordat steeds meer plaatsen van gaslicht overgingen op het elektriciteitsnet is het beroep lantaarnopsteker geleidelijk uitgestorven.

## Trivia
- De laatste lantaarnopsteker ging in Haarlem in 1957 met pensioen.
- Dat aan het beroep ook een symbolische betekenis kan worden toegekend blijkt uit Gustav Meyrinks roman De Witte Dominicaan (1921).
- Lantaarnopsteker was een typisch 'avondberoep'. Zo was de lantaarnopsteker van het Limburgse Lutterade zo rond 1900-1920 overdag barbier en tegen de avond ging hij vergezeld door zijn geit de straat op om de negen lantaarns die het dorp telde aan te steken.[bron?]
- Een ouder boek waarin ook de titel aan dit beroep gewijd is, evenzeer symbolisch, is de roman van Maria Cummins, The Lamplighter (1854), in het Nederlands vertaald als De lantaarnopsteker, een grote bestseller.